# Okręg Mallakastra
Okręg Mallakastra (alb. rrethi i Mallakastrës) – jeden z trzydziestu sześciu okręgów administracyjnych w Albanii; leży w południowej części kraju, w obwodzie Fier. Liczy ok. 31 tys. osób (2008) i zajmuje powierzchnię 393 km². Jego stolicą jest Ballsh.
W skład okręgu wchodzi dziewięć gmin: jedna miejska Ballsh oraz osiem wiejskich Aranitas, Fratar, Greshicë, Hekal, Kutë, Ngraçan, Selitë, Qendër.